# المسجد العتيق (تامنراست)
المسجد العتيق وهو أقدم وأول مسجد في تمنراست أُسس سنة 1917، يعتبر قطعة أرض محوطة، ملك للسيد باحمو لنصاري ثم في سنة 1924 تم بناؤه على مراحل وهو الآن يتسع لـ 1500 مصلي، بالإضافة إلى ساحة يمكن أن تضم مئات أخرى. يقع في قلب مدينة تمنراست عاصمة الأهقار الجزائري. ينقسم بناؤه إلى قسمين مبنى طيني مرمم في النصف الأخير من المسجد ومبنى حديث مبني بخرسانه مسلحة من طابق واحد تتوسطهم مئذنة يبلغ ارتفاعها حوالي 25 م.

## تاريخ
أهم التهيئات التي مرت على المسجد العتيق:
- توسعة المسجد سنة 1362هـ.
- إنشاء المدرسة القرآنية لتحفيظ القرآن الكريم.
- التوسعة الثانية سنة 1950 م
- استقلال المدرسة القرآنية عن المسجد سنة 1947 الطالب ناجم (ت 02 شوال 139هـ، سبتمبر 1978م).
- إنشاء مدرسة قرآنية ثانية عند المدعو قاسمي مولود الشرقي للطالب احمادو. الوفود لتيط والمعوض بـ محمد الناجم بن إمغار(ت سنة 1987م) .
- توسعة ثالثة للمسجد سنة 1959.
- توسعة المسجد سنة 1966 لبهو واحد بدلا من السقائف الصفية الستة التي كانت تضم كل على حدة برعاية الطالب التهامي.
- توسعة تقضي بتغطية الرحبة المقطع الغربي للمسجد سنة 1973م بالإسمنت المسلح.
- ترميم بهو المسجد الأصلي وتغيير السقف من الزنك بالإسمنت المسلح وتعويض جدار اللبن بالبريك الإسمنتي مع التوسعة الفوقية الطابق الأول بمناسبة انعقاد الملتقى الثالث عشر للفكر الإسلامي المنعقد بتمنراست سبتمبر 1979م نفس سنة الترميم أي 1979 وهو ما هو عليه الآن كما تمت عملية ترميم سنة 1982 م.
- آخر ترميم تم سنة 2014 برعاية والي ولاية تمنراست السيد عبد الحكيم شاطر:
- تركيب الخزف الصحي على جدران المسجد،
- زخرفة واجهة المنبر، تغير أفرشة المسجد،
- إعادة طلاء المسجد والساحة المجاورة تهيئة مصلى النساء وتجديد تجهيزاته.

أول جمعة صليت في المسجد العتيق كانت بتاريخ: 07 شوال 1366 هـ الموافق لـ 1947/08/23م
أهم طاقم تسير المسجد في الوقت الحالي 2014: 
- هداجي محمد إمام المسجد. بن هاشم عبد الله إمام ثان.
- لنصاري عبد الله مؤذن (مقعد بسبب المرض ) .
- منصوري أحمد. قيم. حاج الصديق عبد الله مؤذن متقاعد ولكنه في خدمة دائمة للمسجد )

ومن الناحية التقنية والإدارية تدير المسجد جمعية دينية تحرص على متطلباته في شتى الميادين إضافة إلى الصيانة الدائمة تحت إشراف رئيسها السيد / بامون زهير.
تاريخ الجمعيات الدينية للمسجد العتيق:
تم اعتماد أول جمعية دينية للمسجد العتيق من طرف السلطات المحلية بتاريخ 1981/11/22 تحت رقم 1981/109 وكان أول تشكيلة للجمعية كالآتي: فيها خير محمد بن الحاج سليمان رئيس. مصطفاوي محمد نائب الرئيس.
منصوري محمد الصالح بن محمد على أمين عام للمكتب. فيها خير محمد العربي محاسب. حادقي الحاج محمد الناجم مساعد محاسب.
العبادي أحمد مراقب. رقاني مولاي لحسن مكلف النشاط الديني والاجتماعي. ثم بعد ذلك في سنة 1986 تم انتخاب جمعية أخرى برئاسة مصطفاوي محمد وامتد نشاطها إلى سنة 1990 أين توفي رئيسها السيد مصطفاوي محمد لتبقى بعد ذلك شاغرة لمدة 20 سنة وكانت تسير بمجلس دون اعتراف من طرف السلطات المحلية إلى تاريخ 2010/10/28 أين انتخب مجلس كالآتي:
هيري محمد رئيس. هداجي محمد نائب أول للرئيس.
قاسمي عبد الكريم نائب ثان للرئيس بامون زهير الكاتب عام.
توهامي عبد العزيز نائب الكاتب العام.
صلاح بشير أمين المال.
بوحادة عبد الكريم نائب أمين المال. زدة يحي مساعد. فرجاني إبراهيم مساعد.
لكن هذا المجلس لم يعمر طويلا وذلك لأدائه السيء وعرقلته لأغلبية المشاريع المرفوعة وعرف المسجد خلالها تدهورا كبيرا لا سيما جانب النظافة فيه والأمان فكان عرضة لعديد المرات للسرقة فكان لزاما من التفكير في إعادة هيكلته فلم يكن ذلك بالأمر السهل لأن بعض الأعضاء كانو متثبتين بالمناصب دون العمل على تحسين الأوضاع ولكن إرادة المصلين كانت أقوى فتم بتاريخ 2013/05/11 سحب الثقة من المجلس وتشكيل آخر بأعضاء جدد كالآتي: بامون زهير رئيس الجمعية.
منصوري الطاهر نائب أول للرئيس.
شرقي سليمان نائب ثان للرئيس.
ديعلي سيد على الأمين العام. بوحادة عبد الحميد مساعد الأمين العام.
قاسمي حوسين أمين المال.
فيها خير عبد الصمد مساعد أمين المال.
منصوري محمد لمين عضو مساعد.
قاسمي سليمان عضو مساعد.
ثم بعدها في تاريخ 2013/05/30 وتحت رقم 2013/30 نال هذا المجلس اعتماد السلطات المحلية.
أهم المؤذنين في المسجد العتيق:
بشير الانصاري.
محمد الصالح تيفنوغين. أبا حمادي البتول.
محمد الصالح بن عبد الكريم تيفنوغين. الطالب ناجم بن عبد القادر سلامة.
الحاج بابه علالي.
مولاي أحمد بن مولاي هاشم.
محمد الناجم بن امغار.
قاسمي مولود الشرقي.
الحاج محمد لمقدم.
لنصاري عبد الله.
حاج صديق عبد الله (بوحامدي) .
المدارس القرآنية التابعة للمسجد العتيق:
المدرسة الأم العتيقة للطالب التهامي.
القاعة اللاصقة للمسجد خاصة بالدروس الليلية.
المدرسة الحالية التابعة للمسجد العتيق كما كانت تعرف مدرسة الطالب عبد العزيز مضرومي.
ومدرسة الطالب عبد العزيز مضرومي هي المدرسة ذات الـتأسيس سنة 1976 وبفضل الشيخ العشاشي الحاج محمد بلحاج و رفقائه عند زيارة مدينة تمنغست أعطو مبلغا لإنشائها و تمويلها ( ت سنة 1397 ه بوهران ) وقد تولى فيها تدريس القرآن أولا مولاي القائم الذي أرتقى إلى رتبة إمام وعين بإدلس ثم إلى عين صالح وإستخلف بالطالب عبد العزيز مضرومي الذي أسسها تأسيس هي عليه الآن و تركها لتلاميذته ثم انتقل إلى أخرى انشئت بحي الحسين ( مالطا) تمنراست وهما في استمرار في أداء مهمتهما في إقراء القرآن للنشء و الطلبة و الطالب عبد العزيز مضرومي من تلاميذ الشيخ محمد بن الكبير صاحب الصدارة في أدرار و غيرها من التراب الوطني كما أن هناك مدرسة أخرى في طور البناء وستفتح خلال هذه السنة 2014 بجوار المسجد 20م إلى الغرب.
أهم شيوخ المسجد العتيق: البشير لنصاري.
الطالب محمد الصالح تيفنوغين.
الطالب محمد الأمين الغاتي.
الطالب عبد النبي من عين صالح.
الطالب محمد عبد الله الخرشي.
الشيخ محمد بن بادي.
الشيخ لحمامي.
الشيخ مولاي القايم. الشيخ حادقي محمد الناجم.
الشيخ التهامي.
الشيخ أحمد العبادي.
الشيخ محمد على منصوري.
الشيخ صالح منصوري.
الشيخ عبد الله ماينو.
الشيخ عبد القادر حادي.
الشيخ محمد هداجي.
الشيخ حاج صديق عبد الله (بوحامدي) مؤذن وإمام.
الشيخ بن هاشم عبد الله.
مجهودات الشيخ التهامي:
- توسعة المسجد سنة 1362هـ.
- المدرسة القرآنية لتحفيظ القرآن الكريم.
- المجلس الفقهي صباحا، عشية، ليلا.
- التوسعة الثانية سنة 1950 م
- استقلال المدرسة القرآنية عن المجلس سنة 1947 الطالب الناجم (توفي 02 شوال 139هـ، سبتمبر 1978م).
- إنشاء مدرسة قرآنية ثانية عند السيد قاسمي مولود الشرقي للطالب احمادو والمعوض بـ حادقي محمد الناجم بن إمغار(توفي سنة 1987م) .
- إنشاء مدرسة قرآنية بالقصر الفوقاني للطالب أبوبك.
- إنشاء المدرسة القرآنية للطالب عبد الكريم بأدريان.
- توسعة ثالثة للمسجد سنة 1959.
- إنشاء مدرسة قرآنية بالقصر الفوقاني الطالب بحبي.
- إنشاء مدرسة قرآنية بتهقارت الطالب مبارك.
- إنشاء مدرسة قرآنية بقطع الواد السي محمد بن مولاي جلول (توفي سنة 1983م).
- إنشاء مدرسة تبركات محمد الناجم بن معطى الله كوتي (توفي سنة 1973 م).
- توسعة المسجد سنة 1966 لبهو واحد بدلا من السقائف الصفية الستة التي كانت تضم كل على حدة.
- توسعة تقضي بتغطية الرحبة المقطع الغربي للمسجد سنة 1973م بالإسمنت المسلح.
- ترميم بهو المسجد الأصلي وتغيير السقف من الزنك بالإسمنت المسلح وتعويض جدار اللبن بالبريك الإسمنتي مع التوسعة الفوقية الطابق الأول سنة 1979 وهو ما هو عليه الآن.
مخطط المسجد العتيق القديم:
هذا المسجد بذي الصفة مفروش برمال العرق، يتعهد بالكناسة صاحبة فضل من جيرانه أسبوعيا، وكلما دعت الحاجة إلى ذلك، و يجمرنه خصوصا يوم الجمعة، و الأعياد كما أنه يستفاد بتغيير الرمل كلما سنحت الفرصة لذلك، وبه حصائر سعفية مستوردة من النيجر على مختلف أنواعها، ولم تكن كافية لاحتوائه بكامله إلى غاية الترميم الذي جعله بهوا واحدا قد أفرش بالرمال كالمعتاد رغم أن أرضيته اسمنتية، و استفاد من حصائر مصنوعة داخل الوطن من الحلفاء، جلها من المحسن فيها خير الحاج عيسى تقبل الله منه ذلك وجعله في ديوان حسناته ليوم لاينفع مال ولا بنون إلا من أتى الله بقلب سليم آمين.
علاوة على ذلك أن به مصاحف ذات الطباعة الوطنية بمطبعة ردوسي قدور مراد التركي وبعضا من ذلك التي تستورد من مصر، كما أدركنا به مصحفين مخطوطين خط مغربي المنتشر في أرض توات. هذه المصاحف موقوفة من المصلين و أغلبها خاصة ربع يس من المحسن قاسمي مولود المدعو الشرقي تقبل الله منه و أتحفه بجنات النعيم آمين.
أما فيما يخص التجهيزات التي لا ينفك عنها الضرورية كالقناديل الموجودة حينها هي من النوع التركي المسماة لدى العامة الكانكي الموقودة بالكربيون المستعمل بالماء للاشتعال أو الزيادة و يسمونه لفنار.
كما استفاد من اللوانب من القناديل ذات الاستعمال البترولي من صنع الصين، سواء منها بالفتيلة أو بالضغط البترولي بالمش ذات الإضاءة المنتشرة في الأرجاء سواء التي هي ملك للمسجد أو التي يجلبونها التجار بعد إغلاق متاجرهم للحضور لصلاة العشاء أو لقراءة ابن مهيب المدح النبوي بمناسبة عيد المولد النبوي.
وبالنسبة للتهوية في فصل الصيف لايبخل لقدوعي و المصطفى و صالح بن علي بالمراوح اليدوية التقليدية المصنوعة سواء من سعف النخيل أوالتي تعد من الورق المقوى.
ولا يخفى أن للمسجد في ذلك الوقت مضاءة متطوعا بها مولاي علي الغول تتمثل في بئر و مكان للوضوء و الغسل لمن يحتاجون ذلك من الزوار أو الذين تدركهم الصلاة قرابة المسجد و يحتاجون إلى الطهارة وفي الجهة الشمالية لفناء المسجد، وهي بذلك إلى أن آل مآلها الفساد تلقى فيها نعال و أحذية المصلين و أمتعتهم من الأوباش فقرر الشيخ غلقها.
ولا أنسى القلال و الدلاء التي كانت لاتبارح متكئة المسجد لشرب المصلين عتد الحاجة أو الزوار الذين يقيلون فيها بعد الاستفادة من الغداء عند جيران المسجد، وكذا السقيفة التي تسمى سقيفة الباب التي هي بمدخل المسجد الغربي المطل على الرحبة، و التي تستعمل للنوم لأولئك الزائرين الذين ليس لهم ملجأ سواها في فصل الشتاء للحد من وطأة البرد و زمهرير الشتاء القارس.
أما الفناء الموجود حاليا لم يكن بالمتسع الذي هو عليه و أنما قام عيسى كاسي قاسمي بتبرع الدار التي كان يملكها لزيادة الفناء و كذا بعض من دار أولاد بن هيري استبدلت بنصف الدار التي كانت ملكا لأولاد عباس الذين هم تبرعوا بها لذلك و أصبح المتسع فناء بدون منازع.
أهم لاحتفالات المقامة في المسجد العتيق:
1-الاحتفال بليلة القدر: يقام الاحتفال بليلة القدر بحضور السلطات المحلية المدنية منها والعسكرية وعلى رأسها والي الولاية وتقسم فيها الجوائز على حفظة القرآن والتكريمات وبعد انتهاء من الحفل تستكمل صلاة قيام ليلة القدر التي كانت قد بدأت مباشرة بعد صلاة المغرب إلى غاية طلوع الفجر.
2- الاحتفال بالمولد النبوي الشريف: يقام الاحتفال بالمولد النبوي الشريف بحضور السلطات المحلية المدنية منها والعسكرية وعلى رأسها والي الولاية وتقسم فيها الجوائز على حفظة القرآن والتكريمات وبعد انتهاء الحفل وبهذه المناسبة تقام بالمساجد حلقات للمدح لمدة شهر وعلى الأقل إثنا عشر الأولى من ربيع الأول كل سنة وعندنا إلى الثامن عشر منه لختم الوسائل المتقيلة تخميس ابن مهيب في المدح مشفوعا بالبردة و للهمزية وبعض القصائد الأخرى تعارف عليها السلف و الخلف.
كما هو بديهيا أن المسلمين في جميع أقطار العالم الإسلامي يحتفلون بذكرى مولد النبي المصطفى صلى الله عليه وسلم. ولكل منهم احتفاء خاص. هذا الاحتفال الذي إبتدعه المعز لدين الله الفاطمي بقاهريته أصبح شعيرة منذ ذلك الوقت في جميع أنحاء العالم الإسلامي تخليدا لصاحب الرسالة الفاتحة، وللارتباط بمآثره التي هي أسوة حسنة و لغرس الروح الإيمانية في أتباعه خاصة الأطفال و الشباب،
المسجد العتيق:
وهو أقدم وأول مسجد في تمنراست أسس سنة 1917 كان يعتبر عن قطعة أرض محوطة ملك للسيد باحمو لنصاري ثم في سنة 1924 تم بناؤه شيئا فشيئا وهو الآن يتسع ل 1500 مصلى بالإضافة إلى ساحة يمكن أن تضم مئات أخرى يقع في قلب مدينة تمنراست عاصمة الأهقار الجزائري ينقسم بناؤه إلى قسمين بناية طينية مرممة في النصف الاخير من المسجد وبناية حديثة بالاسمنت المسلح من طابق أول تتوسطهم مأذنة يبلغ ارتفاعها حوالي 25 م.
أهم التهيئات التي مرت على المسجد العتيق:
- توسعة المسجد سنة 1362هـ.
- إنشاء المدرسة القرآنية لتحفيظ القرآن الكريم.
- التوسعة الثانية سنة 1950 م
- استقلال المدرسة القرآنية عن المسجد سنة 1947 الطالب ناجم (ت 02 شوال 139هـ، سبتمبر 1978م).
- إنشاء مدرسة قرآنية ثانية عند المدعو قاسمي مولود الشرقي للطالب احمادو. الوفود لتيط والمعوض بـ محمد الناجم بن إمغار(ت سنة 1987م) .
- توسعة ثالثة للمسجد سنة 1959.
- توسعة المسجد سنة 1966 لبهو واحد بدلا من السقائف الصفية الستة التي كانت تضم كل على حدة برعاية الطالب التهامي.
- توسعة تقضي بتغطية الرحبة المقطع الغربي للمسجد سنة 1973م بالإسمنت المسلح.
- ترميم بهو المسجد الأصلي وتغيير السقف من الزنك بالإسمنت المسلح وتعويض جدار اللبن بالبريك الإسمنتي مع التوسعة الفوقية الطابق الأول بمناسبة انعقاد الملتقى الثالث عشر للفكر الإسلامي المنعقد بتمنراست سبتمبر 1979م نفس سنة الترميم أي 1979 وهو ما هو عليه الآن كما تمت عملية ترميم سنة 1982 م .
- آخر ترميم تم سنة 2014 برعاية والي ولاية تمنراست السيد عبد الحكيم شاطر والتي مست:
تركيب الخزف الصحي على جدران المسجد، زخرفة واجهة المنبر، تغير أفرشة المسجد، إعادة طلاء المسجد والساحة المجاورة تهيئة مصلى النساء وتجديد تجهيزاته .
أول جمعة صليت في المسجد العتيق كانت بتاريخ: 07 شوال 1366 هـ الموافق لـ 1947/08/23م.
أهم طاقم تسير المسجد في الوقت الحالي 2014 :
هداجي محمد إمام المسجد .
بن هاشم عبد الله إمام ثان .
لنصاري عبد الله مؤذن (مقعد بسبب المرض ) .
منصوري أحمد . قيم .
حاج الصديق عبد الله مؤذن متقاعد ولكنه في خدمة دائمة للمسجد )
من الناحية التقنية والإدارية تدير المسجد جمعية دينية تحرص على متطلباته في شتى الميادين إضافة إلى الصيانة الدائمة تحت إشراف رئيسها السيد / بامون زهير .
تاريخ الجمعيات الدينية للمسجد العتيق:
تم اعتماد أول جمعية دينية للمسجد العتيق من طرف السلطات المحلية بتاريخ 1981/11/22 تحت رقم 1981/109 وكان أول تشكيلة للجمعية كالآتي:
فيها خير محمد بن الحاج سليمان رئيس .
مصطفاوي محمد نائب الرئيس .
منصوري محمد الصالح بن محمد على أمين عام للمكتب .
فيها خير محمد العربي محاسب .
حادقي الحاج محمد الناجم مساعد محاسب .
العبادي أحمد مراقب .
رقاني مولاي لحسن مكلف النشاط الديني والاجتماعي .
ثم بعد ذلك في سنة 1986 تم انتخاب جمعية أخرى برئاسة مصطفاوي محمد وامتد نشاطها إلى سنة 1990 أين توفي رئيسها السيد مصطفاوي محمد لتبقى بعد ذلك شاغرة لمدة 20 سنة وكانت تسير بمجلس دون اعتراف من طرف السلطات المحلية إلى تاريخ 2010/10/28 أين انتخب مجلس كالآتي:
هيري محمد رئيس .
هداجي محمد نائب أول للرئيس .
قاسمي عبد الكريم نائب ثان للرئيس .
بامون زهير الكاتب عام .
توهامي عبد العزيز نائب الكاتب العام .
صلاح بشير أمين المال .
بوحادة عبد الكريم نائب أمين المال .
زدة يحي مساعد .
فرجاني إبراهيم مساعد .
لكن هذا المجلس لم يعمر طويلا وذلك لأدائه السيء وعرقلته لأغلبية المشاريع المرفوعة وعرف المسجد خلالها تدهورا كبيرا لا سيما جانب النظافة فيه والأمان فكان عرضة لعديد المرات للسرقة فكان لزاما من التفكير في إعادة هيكلته فلم يكن ذلك بالأمر السهل لأن بعض الأعضاء كانو متثبتين بالمناصب دون العمل على تحسين الأوضاع ولكن إرادة المصلين كانت أقوى فتم بتاريخ 2013/05/11 سحب الثقة من المجلس وتشكيل آخر بأعضاء جدد كالآتي:
بامون زهير رئيس الجمعية .
منصوري الطاهر نائب أول للرئيس .
شرقي سليمان نائب ثان للرئيس .
ديعلي سيد على الأمين العام .
بوحادة عبد الحميد مساعد الأمين العام .
قاسمي حوسين أمين المال .
فيها خير عبد الصمد مساعد أمين المال .
منصوري محمد لمين عضو مساعد .
قاسمي سليمان عضو مساعد .
ثم بعدها في تاريخ 2013/05/30 وتحت رقم 2013/30 نال هذا المجلس اعتماد السلطات المحلية .
أهم المؤذنين في المسجد العتيق:
بشير الانصاري .
محمد الصالح تيفنوغين .
أبا حمادي البتول .
محمد الصالح بن عبد الكريم تيفنوغين .
الطالب ناجم بن عبد القادر سلامة .
الحاج بابه علالي .
مولاي أحمد بن مولاي هاشم .
محمد الناجم بن امغار .
قاسمي مولود الشرقي .
الحاج محمد لمقدم .
لنصاري عبد الله .
حاج صديق عبد الله (بوحامدي) .
المدارس القرآنية التابعة للمسجد العتيق:
المدرسة الأم العتيقة للطالب التهامي .
القاعة اللاصقة للمسجد خاصة بالدروس الليلية .
المدرسة الحالية التابعة للمسجد العتيق كما كانت تعرف مدرسة الطالب عبد العزيز مضرومي .
ومدرسة الطالب عبد العزيز مضرومي هي المدرسة ذات الـتأسيس سنة 1976 وبفضل الشيخ العشاشي الحاج محمد بلحاج و رفقائه عند زيارة مدينة تمنغست أعطو مبلغا لإنشائها و تمويلها ( ت سنة 1397 ه بوهران ) وقد تولى فيها تدريس القرآن أولا مولاي القائم الذي أرتقى إلى رتبة إمام وعين بإدلس ثم إلى عين صالح وإستخلف بالطالب عبد العزيز مضرومي الذي أسسها تأسيس هي عليه الآن و تركها لتلاميذته ثم انتقل إلى أخرى انشئت بحي الحسين ( مالطا) تمنراست وهما في استمرار في أداء مهمتهما في إقراء القرآن للنشء و الطلبة و الطالب عبد العزيز مضرومي من تلاميذة الشيخ محمد بن الكبير صاحب الصدارة في أدرار و غيرها من التراب الوطني
كما أن هناك مدرسة أنشئت مؤخرا ودشنت مطلع سنة 2015 من طرف وزير الشؤون الدينية محمد عيسى بجوار المسجد تعد المدرسة الأساسية التابعة للمسجد العتيق حاليا .
أهم شيوخ المسجد العتيق:
البشير لنصاري .
الطالب محمد الصالح تيفنوغين .
الطالب محمد الامين الغاتي .
الطالب عبد النبي من عين صالح .
الطالب محمد عبد الله الخرشي .
الشيخ محمد بن بادي .
الشيخ لحمامي .
الشيخ مولاي القايم .
الشيخ حادقي محمد الناجم .
الشيخ التهامي .
الشيخ أحمد العبادي .
الشيخ محمد على منصوري .
الشيخ محمد الصالح بن محمد على منصوري .
الشيخ عبد الله ماينو .
الشيخ عبد القادر حادي .
الشيخ محمد هداجي .
الشيخ حاج صديق عبد الله (بوحامدي) مؤذن وإمام .
الشيخ بن هاشم عبد الله .
مجهودات الشيخ التهامي:
- توسعة المسجد سنة 1362هـ.
- المدرسة القرآنية لتحفيظ القرآن الكريم.
- المجلس الفقهي صباحا، عشية، ليلا.
- التوسعة الثانية سنة 1950 م.
- استقلال المدرسة القرآنية عن المجلس سنة 1947 الطالب الناجم (توفي 02 شوال 139هـ، سبتمبر 1978م).
- إنشاء مدرسة قرآنية ثانية عند السيد قاسمي مولود الشرقي للطالب احمادو والمعوض بـ حادقي محمد الناجم بن إمغار(توفي سنة 1987م) .
- إنشاء مدرسة قرآنية بالقصر الفوقاني للطالب أبوبك.
- إنشاء المدرسة القرآنية للطالب عبد الكريم بأدريان.
- توسعة ثالثة للمسجد سنة 1959.
- إنشاء مدرسة قرآنية بالقصر الفوقاني الطالب بحبي.
- إنشاء مدرسة قرآنية بتهقارت الطالب مبارك.
- إنشاء مدرسة قرآنية بقطع الواد السي محمد بن مولاي جلول (توفي سنة 1983م).
- إنشاء مدرسة تبركات محمد الناجم بن معطى الله كوتي (توفي سنة 1973 م).
- توسعة المسجد سنة 1966 لبهو واحد بدلا من السقائف الصفية الستة التي كانت تضم كل على حدة.
- توسعة تقضي بتغطية الرحبة المقطع الغربي للمسجد سنة 1973م بالإسمنت المسلح.
- ترميم بهو المسجد الأصلي وتغيير السقف من الزنك بالإسمنت المسلح وتعويض جدار اللبن بالبريك الإسمنتي مع التوسعة الفوقية الطابق الأول سنة 1979 وهو ما هو عليه الآن.
مخطط المسجد العتيق القديم:
هذا المسجد بذي الصفة مفروش برمال العرق، يتعهد بالكناسة صاحبة فضل من جيرانه أسبوعيا، وكلما دعت الحاجة إلى ذلك، و يجمرنه خصوصا يوم الجمعة، و الأعياد
كما أنه يستفاد بتغيير الرمل كلما سنحت الفرصة لذلك، وبه حصائر سعفية مستوردة من النيجر على مختلف أنواعها، ولم تكن كافية لاحتوائه بكامله إلى غاية الترميم الذي جعله بهوا واحدا قد أفرش بالرمال كالمعتاد رغم أن أرضيته إسمنتيه، و استفاد من حصائر مصنوعة داخل الوطن من الحلفاء، جلها من المحسن فيها خير الحاج عيسى تقبل الله منه ذلك وجعله في ديوان حسناته ليوم لاينفع مال ولا بنون إلا من أتى الله بقلب سليم آمين.
علاوة على ذلك أن به مصاحف ذات الطباعة الوطنية بمطبعة ردوسي قدور مراد التركي وبعضا من ذلك التي تستورد من مصر، كما أدركنا به مصحفين مخطوطين خط مغربي المنتشر في أرض توات. هذه المصاحف موقوفة من المصلين و أغلبها خاصة ربع يس من المحسن قاسمي مولود المدعو الشرقي تقبل الله منه و أتحفه بجنات النعيم آمين.
أما فيما يخص التجهيزات التي لا ينفك عنها الضرورية كالقناديل الموجودة حينها هي من النوع التركي المسماة لدى العامة الكانكي الموقودة بالكربيون المستعمل بالماء للاشتعال أو الزيادة و يسمونه لفنار.
كما استفاد من اللوانب من القناديل ذات الاستعمال البترولي من صنع الصين، سواء منها بالفتيلة أو بالضغط البترولي بالمش ذات الإضاءة المنتشرة في الأرجاء سواء التي هي ملك للمسجد أو التي يجلبونها التجار بعد إغلاق متاجرهم للحضور لصلاة العشاء أو لقراءة ابن مهيب المدح النبوي بمناسبة عيد المولد النبوي .
وبالنسبة للتهوأة في فصل الصيف لايبخل لقدوعي و المصطفى و صالح بن علي بالمراوح اليدوية التقليدية المصنوعة سواء من سعف النخيل أوالتي تعد من الورق المقوى.
ولا يخفى أن للمسجد في ذلك الوقت مضاءة متطوعا بها مولاي علي الغول تتمثل في بئر و مكان للوضؤ و الغسل لمن يحتاجون ذلك من الزوار أو الذين تدركهم الصلاة قرابة المسجد و يحتاجون إلى الطهارة وفي الجهة الشمالية لفناء المسجد، وهي بذلك إلى أن آل مآلها الفساد تلقى فيها نعال و أحذية المصلين و أمتعتهم من الأوباش فقرر الشيخ غلقها .
ولا أنسى القلال و الدلاء التي كانت لاتبارح متكئة المسجد لشرب المصلين عتد الحاجة أو الزوار الذين يقيلون فيها بعد الاستفادة من الغداء عند جيران المسجد، وكذا السقيفة التي تسمى سقيفة الباب التي هي بمدخل المسجد الغربي المطل على الرحبة، و التي تستعمل للنوم لاولئك الزائرين الذين ليس لهم ملجأ سواها في فصل الشتاء للحد من وطأة البرد و زمهرير الشتاء القارس .
أما الفناء الموجود حاليا لم يكن بالمتسع الذي هو عليه و أنما قام عيسى كاسي قاسمي بتبرع الدار التي كان يملكها لزيادة الفناء و كذا بعض من دار أولاد بن هيري استبدلت بنصف الدار التي كانت ملكا لأولاد عباس الذين هم تبرعوا بها لذلك و أصبح المتسع فناء بدون منازع .
أهم لاحتفالات المقامة في المسجد العتيق:
1-الاحتفال بليلة القدر: يقام الاحتفال بليلة القدر بحضور السلطات المحلية المدنية منها والعسكرية وعلى رأسها والي الولاية وتقسم فيها الجوائز على حفظة القرآن والتكريمات وبعد انتهاء من الحفل تستكمل صلاة قيام ليلة القدر التي كانت قد بدأت مباشرة بعد صلاة المغرب إلى غاية طلوع الفجر .
2- الاحتفال بالمولد النبوي الشريف: يقام الاحتفال بالمولد النبوي الشريف بحضور السلطات المحلية المدنية منها والعسكرية وعلى رأسها والي الولاية وتقسم فيها الجوائز على حفظة القرآن والتكريمات وبعد انتهاء الحفل وبهذه المناسبة تقام بالمساجد حلقات للمدح لمدة شهر وعلى الأقل إثنا عشر الأولى من ربيع الأول كل سنة وعندنا إلى الثامن عشر منه لختم الوسائل المتقيلة تخميس ابن مهيب في المدح مشفوعا بالبردة و للهمزية وبعض القصائد الأخرى تعارف عليها السلف و الخلف.
كما هو بديهيا أن المسلمين في جميع أقطار العالم الإسلامي يحتفلون بذكرى مولد النبي المصطفى صلى الله عليه وسلم. ولكل منهم احتفاء خاص . هذا الاحتفال الذي إبتدعه المعز لدين الله الفاطمي بقاهريته أصبح شعيرة منذ ذلك الوقت في جميع أنحاء العالم الإسلامي تخليدا لصاحب الرسالة الفاتحة، وللارتباط بمآثره التي هي أسوة حسنة و لغرس الروح الإيمانية في أتباعه خاصة الأطفال و الشباب .
المسجد العتيق تمنراست== مراجع ==

## مواضيع ذات صلة
- المرجعية الدينية الجزائرية
- الحزب الراتب